# لويس بيم
لويس بيم (بالإنجليزية: Louis Beam)‏ هو صحفي أمريكي، ولد في 20 أغسطس 1946 في لايك جاكسون في الولايات المتحدة.